# Gesänge der Frühe

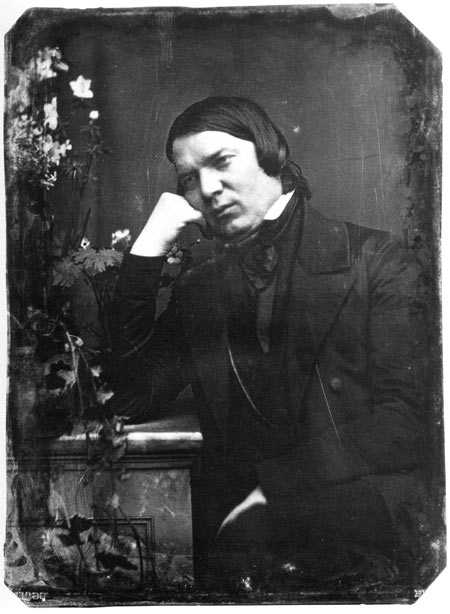
Robert Schumann en 1850.

Gesänge der Frühe (Cantos del alba), Op. 133 es una pieza para piano compuesta por Robert Schumann en 1853. La obra está dedicada a la "gran poetisa" Bettina von Arnim.

## Historia
La composición se desarrolló en octubre de 1853, es una de las últimas composiciones de Schumann, escrita tres años antes de su muerte. Contrariamente a la opinión generalizada, Gesänge der Frühe no es su última composición. A este ciclo le siguieron algunas obras más de música de cámara, así como sus Variaciones en mi bemol mayor, que más tarde recibieron el sobrenombre de Geistervariationen o Variaciones fantasma. Su último ciclo de piano era tan importante para él que lo abordó cuando aún se encontraba en el sanatorio y residencia de ancianos de Endenich. Desde allí pidió a Clara que le enviara de nuevo el manuscrito para leerlo. Escribió a la escritora alemana Bettina von Arnim, la dedicataria, que le complacería que pudiese escuchar las piezas en la interpretación de Clara.
Cuando comenzó a trabajar en estas piezas, sufría un deterioro mental y emocional. Aunque las piezas tienen un claro patrón formal, tonal y melódico, su disminución de la atención y su creciente locura dificultaron el proceso compositivo. El ciclo fue concebido sólo cinco meses antes del intento de suicidio de Robert y de su internamiento en una institución mental. Esta composición tardía supone una reacción a las primeras obras del joven Johannes Brahms, a quien elogió efusivamente poco después en la revista Neue Zeitschrift für Musik bajo el título Neue Bahnen (Nuevos trenes) donde le presentó como el elegido a cuya cuna habían velado las gracias y los héroes.

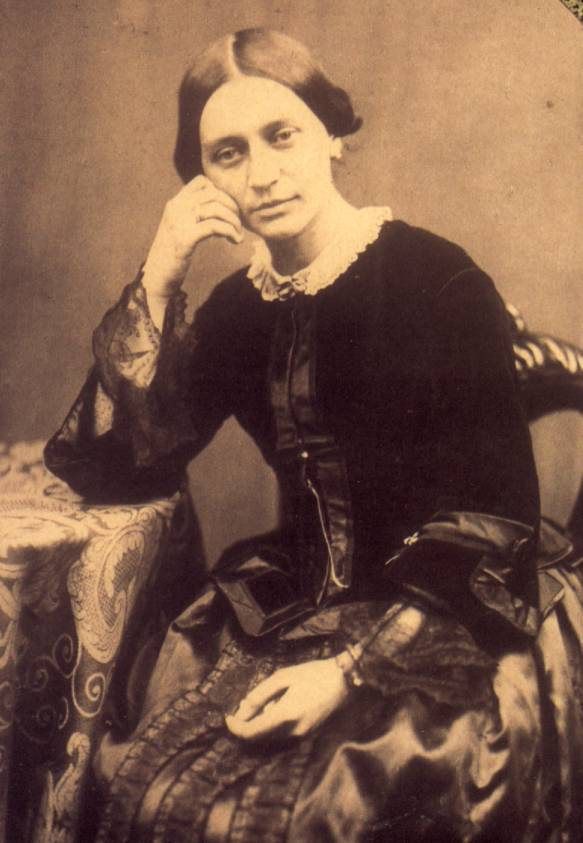
Clara Schumann en 1853.

Sólo tres días antes de su intento de suicidio, el compositor describió su ciclo en una carta a su editor Friedrich Wilhelm Arnold como una colección de "piezas musicales que representan las sensaciones de la aproximación y el crecimiento de la aurora, pero más como expresión de sentimientos que como representación pictórica". Con estas palabras se refería al comentario de Ludwig van Beethoven sobre la Sinfonía Pastoral: "Más expresión del sentimiento que pintura".
La propia Clara, la esposa de Schumann, en su diario privado describió la obra de la siguiente manera:

«Ganz originelle Stücke wieder, aber schwer aufzufassen, es ist so eine ganz eigene Stimmung darin.» 
«piezas muy originales como siempre pero difíciles de comprender, su tono es sumamente extraño.»

En opinión de Martin Demmler este comentario indica que ella "no podía hacer nada" con estas piezas. Para él, se caracterizan por un tono novedoso e hímnico, aunque melancólico. El sencillo movimiento para piano prescinde de accesorios ornamentales y evita el virtuosismo.
Como muchas de las obras tardías de Schumann, las piezas son realmente difíciles de entender. La música es muy íntima y, a veces, inquietante. El colapso mental del compositor está aparentemente prefigurado en la música. La pieza es probablemente la última obra coherente para piano de Schumann. Robert ya había proyectado unos años antes un ciclo que se titularía Gesänge der Frühe. A Diotima. Con este nombre se refería a la figura literaria de Diotima, que se remonta al Simposio de Platón, en el que Sócrates se refiere a ella y a sus enseñanzas sobre la naturaleza de Eros. También desempeña un papel importante en la poesía de Friedrich Hölderlin y en su novela Hyperion.

## Estructura y análisis
La obra consta de cinco movimientos:
- I. Im ruhigen Tempo (En un tempo tranquilo), en re mayor 4
4
- II. Belebt, nicht zu rasch (Animado, no muy rápido), en re mayor 4
4
- III. Lebhaft (Animado), en la mayor 9
8
- IV. Bewegt (Con movimiento), en fa sostenido menor 2
4
- V. Im Anfange ruhiges, im Verlauf bewegtes Tempo (Primer tempo tranquilo, luego movido), en re mayor 4
4

La interpretación de esta obra dura aproximadamente entre 10 y 15 minutos. Los cinco movimientos están organizados tonalmente por las tres notas del acorde de re mayor: re, fa sostenido y la. Las piezas primera, segunda y quinta están en re mayor; la cuarta, en fa sostenido menor; y la tercera, en la mayor.

### I.Im ruhigen Tempo
El primer movimiento lleva la indicación, Im ruhigen Tempo, que significa "En un tempo tranquilo" y está escrito en la tonalidad de re mayor y en compás de 4/4. Se trata de un coral caracterizado por su sencillez rítmica y una textura discreta pero rica. Muchos intervalos  disonantes impregnan la transparente textura. La melodía principal se escucha en stretto en las dos frases finales. Todo el movimiento tiene una sonoridad casi religiosa.

### II.Belebt, nicht zu rasch
El segundo movimiento lleva la indicación, Belebt, nicht zu rasch, que significa "Animado, no muy rápido" y está escrito en re mayor y en compás de 4/4. La pieza es casi totalmente contrapuntística. El compositor evita mostrar a los oyentes dónde está la tónica, ya que no nos ofrece el acorde de la tonalidad inicial de forma sólida y estable hasta casi el final de la pieza. Sus elegantes tresillos se ven contrarrestados por alguna que otra intrusión de ritmos con puntillo.

### III.Lebhaft
El tercer movimiento lleva la indicación, Lebhaft, que significa "Animado" y está escrito en la mayor y en compás de 9/8. Esta es la pieza más larga y rápida del conjunto. Probablemente la más virtuosa del conjunto, esta pieza tiene un impulso rítmico constante y galopante que se mantiene a lo largo de toda la pieza. No vacila ni una sola vez en su curso de ritmos de galope constante. Recuerda a una canción de caza o Jaglied. Las octavas y los grandes acordes contribuyen a la sonoridad pesada.

### IV.Bewegt
El cuarto movimiento lleva la indicación, Bewegt, que significa "Con movimiento" y está escrito en fa sostenido menor y en compás de 2/4. Una melodía se mezcla con un acompañamiento en cascada de fusas descendentes. La música es inquieta y se agita en el clímax.

### V.Im Anfange ruhiges, im Verlauf bewegtes Tempo
El quinto y último movimiento lleva la indicación, Im Anfange ruhiges, im Verlauf bewegtes Tempo, que significa "Primer tempo tranquilo, luego movido" y está escrito en re mayor y en compás de 4/4. Esta composición final recupera un carácter y una sonoridad similares a los del primer movimiento, así como las ligeras filigranas de los movimientos segundo y cuarto. Un acompañamiento más rápido de semicorcheas emerge de la fina textura. La falta de una fuerte cadencia final lleva a esta enigmática pieza a un ambiguo, pero hermoso final.

## En la cultura popular
Esta obra ha servido de inspiración a artistas musicales de diversos géneros para crear sus propias versiones. Tanto las adaptaciones como las interpretaciones de la pieza original han sido incluidas en bandas sonoras de películas, programas de televisión, videojuegos, etc.
- 1987 – Gesänge der Frühe es una obra para orquesta, coro y cinta con el mismo título creada por el compositor suizo Heinz Holliger, en la que cita al músico Robert Schumann y al poeta alemán Friedrich Hölderlin.
- 1990 – Cuento de primavera (Conte de printemps) es una película francesa escrita y dirigida por Éric Rohmer en cuya banda sonora aparece esta pieza.

## Discografía selecta
- 1971 – Karl Engel. Obras completas para piano (13CD Valois) OCLC 43516923
- 1972 – Jean Martin. Con Bunte Blätter Op. 99 (Arion) OCLC 317630096
- 1974 – Reine Gianoli. Con Humoreske; Fantasiestücke Op. 12 (Adès) OCLC 23475682
- 1982 – Hélène Boschi. Con Romanzas Op. 94; Intermezzi; Fugas; Fantasiestücke Op. 73; Fantasiestücke Op. 111 (FY; Solstice) OCLC 903912558
- 1988 – Laurent Cabasso. Con Kreisleriana; Fantasiestücke; Bunte Blätter; Nachtstücke (Valois; Naïve) OCLC 21435563 y 53235573
- 1993 – Ronald Brautigam. Con Novelletten; Fantasiestücke; Allegro (Piano Classics) OCLC 868637833
- 1994 – Alexander Lonquich. Con Faschingsschwank aus Wien, Intermezzi Op. 4 (EMI Classics) OCLC 37636546
- 1994 – Sylviane Deferne. En torno a Robert Schumann. Con la Toccata; Brahms: Variaciones sobre un tema de Schumann; Schuncke: Gran Sonata, Op. 3. (CBC Records; Doron Music) OCLC 41575374 y 895012037.
- 1997 – András Schiff. Con Nachtstücke; Kreisleriana; Geistervariationen (Teldec; Warner Classics) OCLC 39661187, OCLC 156910073 y 166584460.
- 2000 – Michael Endres. Con Humoreske; Toccata; Kinderszenen (Oehms Classics) OCLC 72700789
- 2003 – Éric Le Sage. Con Waldszenen; Nachtstücke (2CD RCA Red Seal 74321 987112) OCLC 658918826
- 2002 – Maurizio Pollini. Con Davidsbündlertänze; Concierto sin orquesta; Allegro en si menor; Kreisleriana (2CD DG) OCLC 62734954}
- 2008 – Paolo Giacometti. Con Davidsbündlertänze; Arabeske (SACD Channel Classics CCS SA 28709) OCLC 316085179
- 2010 – Andreas Staier. Con Sonatas para violín y Ciaconna de Bach (Harmonia Mundi) OCLC 731515410
- 2010 – Piotr Anderszewski. Con Humoreske; Estudios para piano de pedal Op. 56 (EMI) OCLC 801790040
- 2013 – Mitsuko Uchida. Con Waldszenen; Sonata para piano n.º 2 en sol menor (Decca) OCLC 856949894
- – Jörg Demus. Obras completas para piano (13CD Nuova Era) OCLC 870936893